# Liste der Mitglieder der National Academy of Sciences/1876
Im Jahr 1876 wählte die National Academy of Sciences der Vereinigten Staaten 10 Personen zu ihren Mitgliedern.

## Neugewählte Mitglieder
- Joel A. Allen (1838–1921)
- George Barker (1835–1910)
- William M. Gabb (1839–1878)
- Samuel Stehman Haldeman (1812–1880)
- Clarence King (1842–1901)
- Samuel Langley (1834–1906)
- Edward S. Morse (1838–1925)
- John Newton (1823–1895)
- C. H. F. Peters (1813–1890)
- Gouverneur Kemble Warren (1830–1882)